# 交流發電機

三相同步發電機 (星形接法)

交流發電機示意圖。此圖之紅色線圈為定子，紅線圈內的磁核為轉子。

交流發電機（英語：Alternator）是發電機的一種，它可將機械能轉換成交流電形式的電能。

## 發展史
- 當發現電磁感應後，產生交流電流的方法也被發現。早期的成品由麥可·法拉第與波利特·皮克西等人開發出來。
- 西元1882年，英國電工詹姆斯·戈登建造出大型雙相交流發電機。開爾文勳爵與塞巴斯蒂安·費蘭蒂開發早期交流發電機，頻率介於一百赫茲至三百赫茲之間。
- 西元1891年，尼古拉·特斯拉取得「高頻率」（15,000赫茲）交流發電機的專利。
- 西元1891年後，多相交流發電機被用來供應電流，此後的交流發電機的交流電流頻率通常設計在十六赫茲至一百赫茲間，搭配弧光燈、白熾燈或電動機使用。

## 結構
發電機的結構主要分為定子（stator）和轉子（rotor）兩部分。轉子即是發電機中轉動的部分，定子則是固定的部分。
大型發電機通常採用旋转磁场設計，由引擎轉動電磁鐵（轉子），固定的三相繞組（定子）輸出電力。這樣便不需要利用電刷和滑環取電，結構較簡單、安全和可靠。

## 同步轉速
| 極數量 | 50Hz轉速（RPM） | 60Hz轉速（RPM） | 400Hz轉速（RPM） |
| ------ | --------------- | --------------- | ---------------- |
| 2      | 3,000           | 3,600           | 24,000           |
| 4      | 1,500           | 1,800           | 12,000           |
| 6      | 1,000           | 1,200           | 8,000            |
| 8      | 750             | 900             | 6,000            |
| 10     | 600             | 720             | 4,800            |
| 12     | 500             | 600             | 4,000            |
| 14     | 428.6           | 514.3           | 3,429            |
| 16     | 375             | 450             | 3,000            |
| 18     | 333.3           | 400             | 2,667            |
| 20     | 300             | 360             | 2,400            |
| 40     | 150             | 180             | 1,200            |